# Norwegian International 2004
Die Norwegian International 2004 im Badminton fanden vom 4. bis zum 7. November 2004 in Oslo statt.

## Sieger und Platzierte
| Disziplin    | Gold                              | Silber                         | Bronze                          |
| ------------ | --------------------------------- | ------------------------------ | ------------------------------- |
| Herreneinzel | Björn Joppien                     | Marc Zwiebler                  | George Rimarcdi                 |
| Herreneinzel | Björn Joppien                     | Marc Zwiebler                  | Zhang Yi                        |
| Dameneinzel  | Petra Overzier                    | Yuan Wemyss                    | Sara Persson                    |
| Dameneinzel  | Petra Overzier                    | Yuan Wemyss                    | Anna Rice                       |
| Herrendoppel | Kristof Hopp Ingo Kindervater     | David Lindley Kristian Roebuck | Johan Holm Magnus Sahlberg      |
| Herrendoppel | Kristof Hopp Ingo Kindervater     | David Lindley Kristian Roebuck | Dennis von Dahn Zhang Yi        |
| Damendoppel  | Liza Parker Suzanne Rayappan      | Michelle Douglas Yuan Wemyss   | Caren Hückstädt Carina Mette    |
| Damendoppel  | Liza Parker Suzanne Rayappan      | Michelle Douglas Yuan Wemyss   | Huwaina Razi Cynthia Tuwankotta |
| Mixed        | Fredrik Bergström Johanna Persson | Kristian Roebuck Liza Parker   | David Lindley Suzanne Rayappan  |
| Mixed        | Fredrik Bergström Johanna Persson | Kristian Roebuck Liza Parker   | Roman Spitko Carina Mette       |